# Lycaena kasyapa
Espèce
Lycaena kasyapa est une espèce d'insectes lépidoptères (papillons) de la famille des Lycaenidae et de la sous-famille des Lycaeninae.

## Dénominations
Lycaena kasyapa (Moore 1865)

### Noms vernaculaires
En anglais il se nomme Green Copper.

## Biologie et répartition

### Plante hôte
Ses plantes hôte sont

### Répartition
Il n'est présent qu'en Inde